# Museumsrat

## Verleihungspraxis (DDR)
Museumsrat war ein Titel, der in der DDR zur Würdigung verdienstvoller Tätigkeit im Museumswesen an Museologen, wissenschaftliche Mitarbeiter und Leiter, die in Museen tätig waren oder an der Aus- und Weiterbildung von wissenschaftlichen Mitarbeitern in Museen mitwirkten, verliehen wurde. Außerdem konnte der Titel Obermuseumsrat verliehen werden.
Voraussetzungen für die Verleihung der Titel war eine langjährige erfolgreiche Tätigkeit in einem Museum, in staatlichen Organen oder in gesellschaftlichen Organisationen, die das Museumswesen in hohem Maße fördern, und nachweisbare hervorragende Ergebnisse bei der Lösung der Aufgaben des Museumswesens zur Erhöhung der wissenschaftlichen und kulturpolitischen Arbeit und der Wirksamkeit der Museen in der Öffentlichkeit.
Für die Verleihung des Titels Museumsrat war eine fünfjährige Tätigkeit und für den Titel Obermuseumsrat eine zehnjährige Tätigkeit im Museumswesen erforderlich. Die Titel wurden durch den Minister für Kultur der DDR jeweils am 18. Mai, dem Internationalen Museumstag, verliehen. Der Ausgezeichnete erhielt eine Urkunde sowie eine einmalige finanzielle Anerkennung und war berechtigt, den Titel im Zusammenhang mit seinem Namen zu führen. Es war der letzte verliehene Titel zu führen.

## Heutige Verleihungspraxis (BRD)
Heutzutage existiert der Titel nur noch als Amtsbezeichnung in einzelnen Bundesländern. Museumsrat (Besoldungsgr. A13) bzw. Obermuseumsrat (Besoldungsgruppe A14). 